# Cyclisme à Fribourg-en-Brisgau
 (août 2025).
Le cyclisme à Fribourg-en-Brisgau représente une grande part du trafic modal. Il joue un rôle important dans la vie urbaine fribourgeoise. Depuis des années, Fribourg est l'une des trois villes les plus réputées pour le cyclisme en Allemagne, avec Münster et Karlsruhe.

## Général
31 % des déplacements des citadins sont effectués à vélo. Cela place les vélos devant les piétons avec 26 % et la voiture avec 20 % . Pour les trajets dont le point de départ et d'arrivée se situent à Fribourg, ce chiffre est de 34. % utilisent le vélo avant de marcher avec 29 % et la voiture avec 17 %. Fribourg atteint ainsi des valeurs nettement supérieures à la moyenne par rapport aux villes de taille similaire et est l'une des grandes villes d'Europe avec la plus grande proportion de transports respectueux de l'environnement et la plus faible proportion de trafic automobile.
Le premier réseau cyclable a été créé par la ville de Fribourg en 1970 et a été développé depuis lors.
Le carrefour cyclable le plus important est le Wiwilíbrücke  qui enjambe les voies ferrées de lagare centrale et est utilisé par plus de 17 000 cyclistes les jours de pointe. Le pont Wiwilí est une rue réservée aux vélos et n'est pas accessible à la circulation motorisée. Les rues cyclables sont généralement fermées à la circulation motorisée. Néanmoins, la plupart des rues cyclables autorisent la circulation motorisée grâce à des panneaux supplémentaires.
En mars 2022, à trois carrefours du district de Stühlinger, en plus des carrefours tests, la nouvelle option du gouvernement fédéral consistant à installer une flèche verte pour les cyclistes a été utilisée pour la première fois à l'échelle nationale. Cette flèche verte permet aux cyclistes de tourner à droite au feu rouge, agissant comme un panneau stop.
Fribourg est membre de l'AGFK (Groupe de travail pour les communes favorables aux vélos et aux piétons) du Bade-Wurtemberg, et a reçu à deux reprises le prix de la commune favorable aux vélos (voir aussi Impacts et récompenses ) et a obtenu le « Niveau de qualité » de l'AGFK BW.
Fribourg participe à la campagne Vélo en ville depuis 2021. Les participants ont également la possibilité d'enregistrer leurs déplacements à vélo via une application. Les données générées sont utilisées pour la planification des déplacements à vélo.
Le Initiative Volksentscheid Fahrrad est un réseau d'initiatives locales dans différentes villes d'Allemagne qui a pour objectif d'améliorer la situation de la circulation pour les piétons et les cyclistes par le biais de référendums. À Fribourg, l'initiative a été fondée à l'été 2019 pa diverses associations existantes telles que l'ADFC, le VCD et Greenpeace. À partir de juillet 2020, l'initiative a recueilli des signatures pour deux projets spécifiques : la création d'un périphérique cyclable en centre-ville et un programme général de mesures visant à améliorer la circulation des vélos et des piétons pour les années à venir. Entre juillet et octobre, environ 42 000 signatures ont été collectées et remises à l'administration municipale. L'administration municipale et le conseil municipal ont déclaré la pétition des citoyens irrecevable, mais ont élaboré un programme de mesures prévoyant de renforcer la circulation des vélos et des piétons. En conséquence, en 2022, une voie du Schlossbergring, faisant partie du périphérique du centre-ville, qui était auparavant réservée à la circulation automobile, a été attribuée à la circulation cycliste, permettant ainsi d'utiliser l'ancienne piste cyclable comme sentier piétonnier.

## Système de vélos en libre-service Frelo

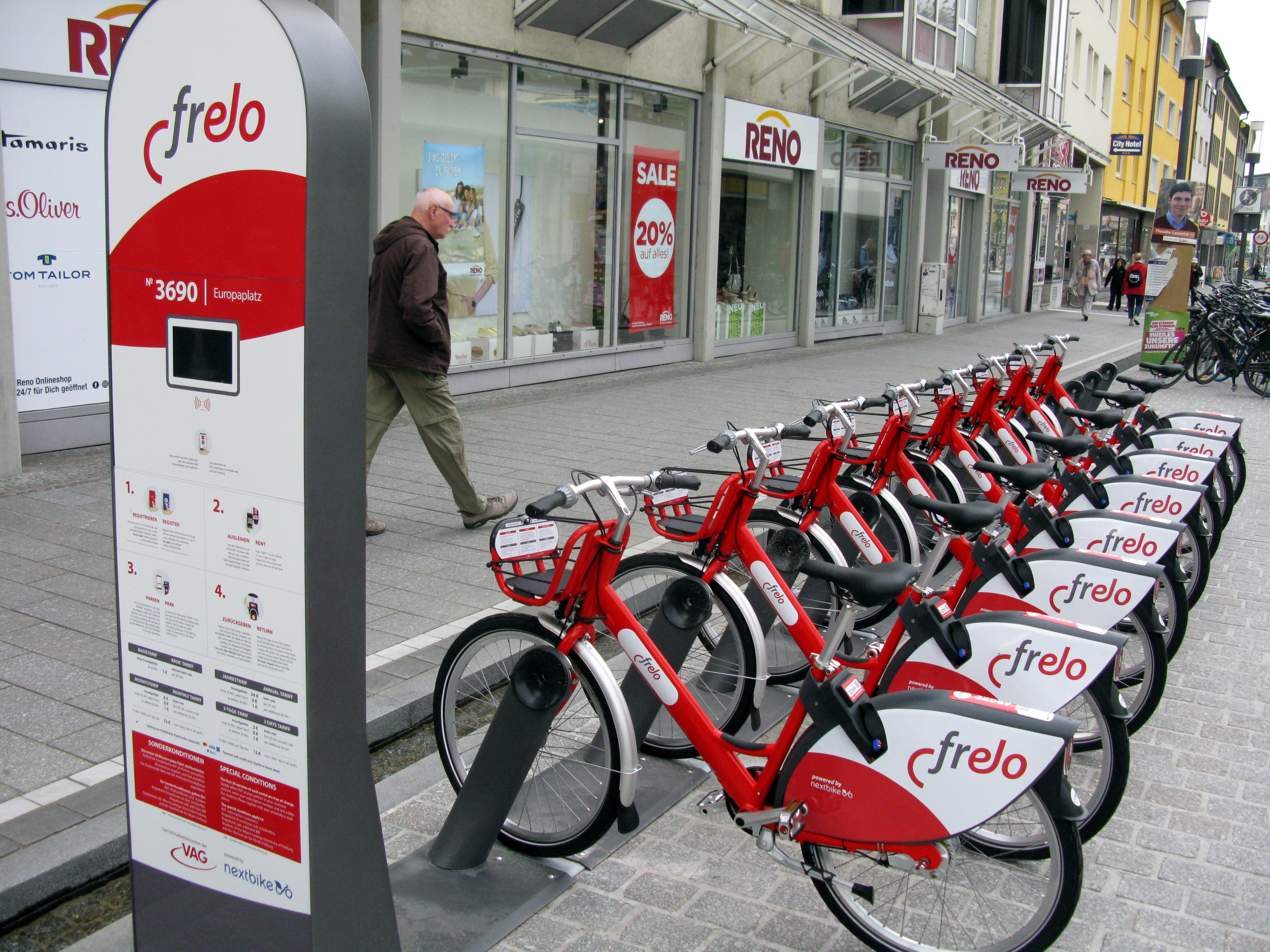
Station Frelo à Europaplatz

Le système de vélos en libre-service « Frelo » de Fribourg a été lancé en mai 2019. Il est exploité par Freiburger Verkehrs AG et fourni par Nextbike. Initialement, 400 vélos étaient disponibles dans 56 stations.
Près de 780 vélos, dont 20 vélos cargo, sont désormais disponibles dans 100 stations. Pour les étudiants des universités fribourgeoises, la première demi-heure d'utilisation des vélos Frelo est incluse dans leurs frais d'inscription semestriels.
En 2024, plus de 755 000 trajets à vélo ont été effectués, dont plus de 83 000 au cours du mois record de juillet 2024. À titre de comparaison, MVG-Rad à Munich et dans les environs enregistre environ 700 000 locations par an pour 4 500 vélos. Outre la gare centrale et la cafétéria de la vieille ville, les stations les plus fréquemment utilisées sont la Stusie, la plus grande résidence étudiante de Fribourg, et la station Albertstraße dans le quartier Institutsviertel de Neuburg. Des outils de réparation des vélos privés sont mis à disposition dans les stations particulièrement fréquentées.
À partir de 2026, dans le cadre de l'expansion du réseau dans les environs, la location de VAE sera proposée en complément de la location de vélos classiques. À cet effet, environ 70 VAE seront mis à disposition dans la zone urbaine de Fribourg, et pourront être loués et restitués dans toutes les stations. Le nombre de stations et de vélos classiques en ville restera constant . Au lieu des seuls étudiants de l'Université de Fribourg, les étudiants de toutes les universités fribourgeoises pourront désormais utiliser les vélos gratuitement pendant 30 minutes maximum.
En février 2025, Nextbike a de nouveau remporté l'appel d'offres pour la période de 2026 à 2031. Il existe une option pour prolonger le contrat de deux ans supplémentaires.

### Expansion dans les environs
À partir de 2020, des stations test ont été installées dans les villages et la commune environnante d'Umkirch. À l'issue de la période d'essai, presque toutes les stations ont été transformées en stations permanentes. À partir de 2021, les communes environnantes de Gundelfingen et Merzhausen ont également reçu des stations de dépistage, qui ont continué à fonctionner comme stations permanentes après la période d'essai.
Denzlingen, Vörstetten et Reute ont suivi en mars 2024, suivis de Bad Krozingen en juillet et de Schallstadt en août. À compter du nouvel appel d'offres de 2026, cela s'appliquera également à Emmendingen, Kenzingen, Elzach et Sexau dans l'arrondissement d'Emmendingen. Dans l'arrondissement de Breisgau-Hochschwarzwald, Ebringen, Kirchzarten, Gottenheim, Bötzingen et Staufen ont également décidé d'introduire le système. Le nombre de stations passera à 160 et le nombre de vélos conventionnels à 900. 200 VAE supplémentaires seront ajoutés.
Selon le contrat actuel avec Nextbike, d'autres villes et municipalités pourront adhérer après deux et trois ans, c'est-à-dire début 2028 et 2029.

### Connexion aux zones commerciales
En octobre 2023, trois nouvelles gares ont été mises en service pour relier la zone industrielle de Hochdorf, grâce à un cofinancement d'entreprises locales. Deux gares sont situées dans la zone industrielle elle-même, et une autre à l'arrêt Hugstetten, situé à proximité, sur la ligne de Breisach. La commune de March est également incluse dans la zone de desserte.
Dans la zone industrielle du Breisgau, qui appartient en grande partie à la commune d'Eschbach, cinq stations sont disponibles depuis avril 2024, dont une autre à la gare de Heitersheim, à environ 1,5 km.
| Année | Stations | Roues | Vélos électriques | Vélos cargo | Prêter  | Utilisateurs |
| ----- | -------- | ----- | ----------------- | ----------- | ------- | ------------ |
| 2019  | 56       | 400   | —                 | —           | 220 000 |              |
| 2020  | 74       | 530   | —                 | —           | 300 038 | 16 500       |
| 2021  | 84       | 615   | —                 | 20          | 374 567 | 36 000       |
| 2022  | 92       | 720   | —                 | 20          | 583 446 | 46 000       |
| 2023  | 100      | 780   | —                 | 20          | 675 000 | 66 000       |
| 2024  | 100      | 780   | —                 | 20          | 755 000 | 80 000       |
|       |          |       |                   |             |         |              |
| 2026  | 160      | 900   | 200               | 22          |         |              |

## Transport des vélos en train
Comme partout dans le Bade-Wurtemberg, le transport des vélos en train est généralement gratuit dans les trains régionaux. Des exceptions s'appliquent aux heures de pointe en semaine, entre 6h et 9h, pour lesquelles un ticket vélo est requis.
Le Schauinslandbahn peut transporter deux vélos par télécabine, pour lesquels un ticket vélo doit être acheté.
Les vélos ne sont pas autorisés dans les tramways de Fribourg, ni dans les bus de la ville. Les week-ends et jours fériés de l'été, des bus spéciaux pour vélos circulent dans la région de Fribourg sur les lignes 7215 Kirchzarten – Notschrei – Todtnau et 7300 Zell im Wiesental – Feldberg – Titisee, pouvant transporter jusqu'à cinq vélos. Un titre de transport est nécessaire pour transporter un vélo.

## Schéma cyclable

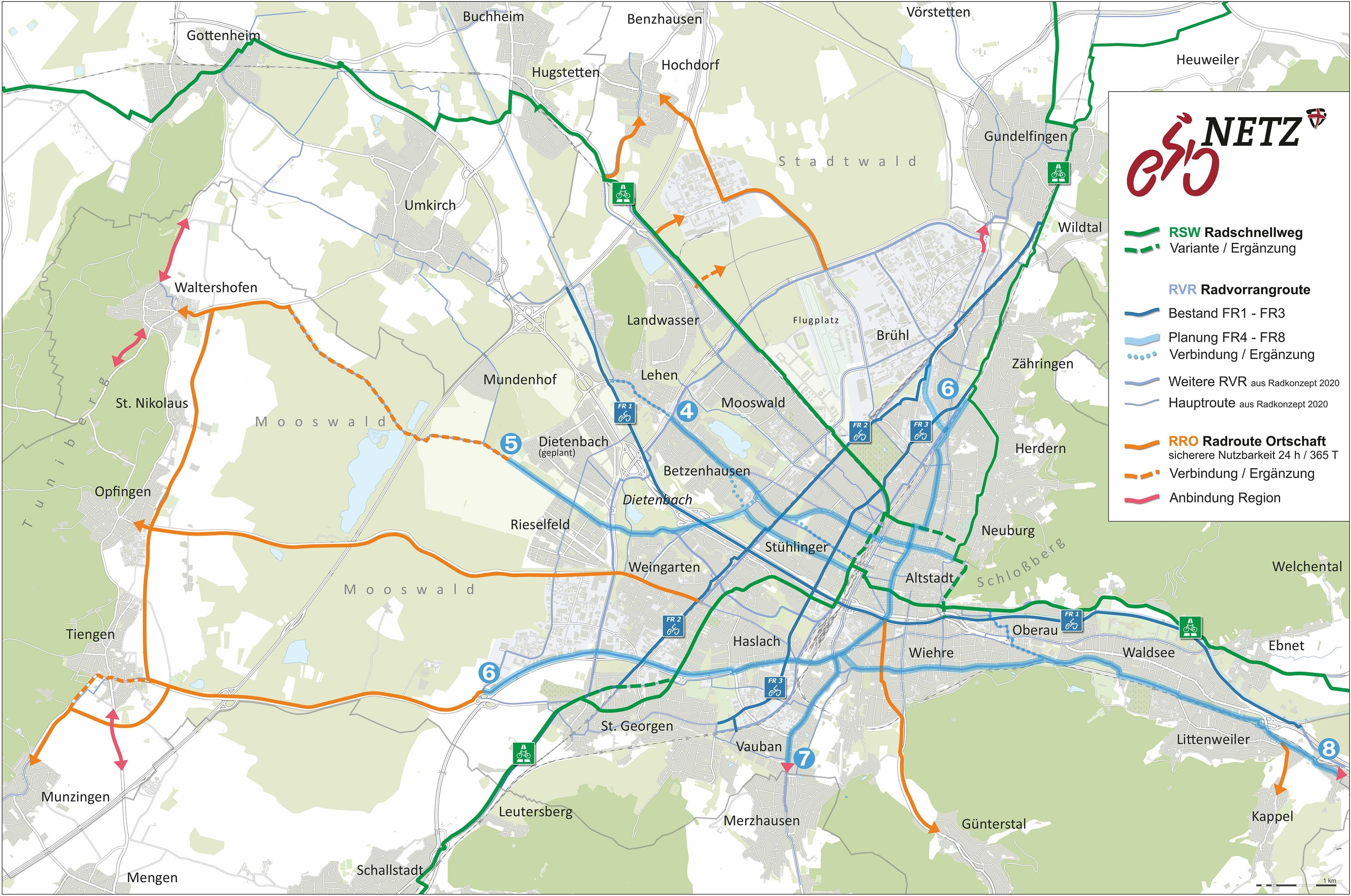
RadNETZ plus

En avril 2023, le RadNETZ plus a été approuvé par le conseil municipal comme nouveau concept cyclable pour la ville de Fribourg-en-Brisgau. Le RadNETZ plus représente une mise à jour du schéma cyclable de 2020 développé en 2012. Le plan pour le futur RadNETZPlus prévoit quatre autoroutes cyclables et huit itinéraires cyclables prioritaires. Les autoroutes cyclables sont destinées à offrir des connexions cyclables attrayantes au-delà de la ville vers les environs, tandis que les itinéraires cyclables prioritaires servent à gérer le trafic en centre-ville. Les plans comprennent une autoroute cyclable en forme de Y en direction du nord vers Emmendingen et Waldkirch, une autoroute cyclable en direction de l'est vers Kirchzarten, une autoroute cyclable en direction du sud vers Bad Krozingen et une autoroute cyclable en direction de l'ouest vers Breisach. Les axes sont déjà entièrement ouverts à la circulation. La mise en œuvre vise principalement à réduire les pertes de temps aux intersections et à accroître la sécurité routière.
Le RadNETZ plus représente une mise à jour et une priorisation du Concept Vélo 2020. Il comprend moins d'itinéraires que le Concept Vélo 2020. L'accent est mis non seulement sur l'amélioration de la sécurité routière, mais aussi sur une mise en œuvre rapide. La plupart des itinéraires présentant des projets plus vastes et plus complexes du Concept Vélo 2020 sont donc considérés comme secondaires. Le RadNETZ plus ne représente qu'un axe de développement du vélo ; le Concept Vélo 2020 reste valable parallèlement au RadNETZ plus.
Fribourg est également intégrée au réseau RadNETZ Baden-Württemberg, dont les lignes quotidiennes relient Fribourg :
- via le quartier de Zähringen et via Gundelfingen avec Emmendingen et avec Waldkirch  ;
- via Umkirch et Gottenheim avec Breisach ;
- via le district de St. Georgen et Schallstadt avec Bad Krozingen et avec Kirchzarten ;
- il est prévu de prolonger cette ligne via Hinterzarten jusqu'à Titisee-Neustadt (« réseau cible »). La ligne actuelle de Kirchzarten à Hinterzarten est principalement destinée au tourisme.

### Autoroutes cyclables
Les autoroutes cyclables pouvant accueillir plus de 2 500 cyclistes par jour bénéficient du statut de routes rurales. La construction de ces routes incombe généralement au Land de Bade-Wurtemberg. Toutefois, les communes de plus de 30 000 habitants supportent la charge de la construction sur leur territoire. Les autoroutes cyclables pouvant accueillir entre 2 000 et 2 500 cyclistes par jour sont classées comme routes départementales. La charge de la construction incombe aux autorités départementales. L'autorité de construction est responsable de la planification, de la construction et de l'entretien de la structure de circulation concernée. L'importance financière de ce seuil est atténuée par l'octroi de subventions du Land de Bade-Wurtemberg et du gouvernement fédéral.
Le Land de Bade-Wurtemberg estime que le potentiel de la piste cyclable reliant Emmendingen à Waldkirch s'élève à plus de 2 500 cyclistes par jour. La construction incombe donc au Land de Bade-Wurtemberg, représenté par le Conseil régional de Fribourg. La ville de Fribourg est responsable du tracé dans le centre-ville.
Pour les autoroutes cyclables vers Kirchzarten, Breisach et Bad Krozingen, le Land de Bade-Wurtemberg estime le potentiel à 2 000-2 500 cyclistes par jour. La charge de construction incombe donc au district de Breisgau-Hochschwarzwald et à la ville de Fribourg. Pour le tronçon entre Bad Krozingen et Müllheim, le potentiel est estimé à moins de 2 000 cyclistes par jour, ce qui a un impact financier sur les subventions.

### Itinéraires prioritaires pour les vélos
La ville de Fribourg affirme avoir créé et inventé le terme Radvorrangroute (« itinéraire cyclable prioritaire ») grâce à la mise en place de deux pistes cyclables le long de la rivière Dreisam et de la voie ferrée. Ces pistes empruntent un itinéraire distinct, largement dépourvu de passages à niveau et, aux rares passages à niveau, au moins prioritaires. Le terme « itinéraire cyclable prioritaire » a désormais acquis une signification nationale.
L'objectif est d'accroître la sécurité routière et donc l'acceptation sociale, et de réduire autant que possible les pertes de temps aux intersections. Les itinéraires cyclables prioritaires sont tracés séparément dans des sections importantes.

## Sport cycliste
Le Tour de France est passé par Fribourg en 1971 et 2000. En 2000, la 17e étape reliait Lausanne à Fribourg sur 246,5 km, et la 18e étape était un contre-la-montre entre Fribourg et Mulhouse. En 1971, la première étape menait Mulhouse via Bâle et Fribourg pour revenir à Mulhouse.
La troisième étape du Tour d'Allemagne 2022 a débuté à Fribourg et s'est terminée par la montée finale du Schauinsland, depuis Horben. Depuis 2007, le Schauinsland King, une course cycliste sur le Schauinsland, se déroule chaque année sur cette dernière montée. La course s'étend sur 11,5 km et affiche un dénivelé positif de 770 mètres.
En 2005, les Championnats du monde de cyclisme en salle ont eu lieu au parc des expositions.
Les ascensions de la Forêt-Noire offrent des destinations attrayantes pour de nombreux cyclistes amateurs. Outre le Schauinsland, montagne emblématique de Fribourg, les sommets du Kandel, du Belchen et du Blauen sont particulièrement prisés. La plaine du Rhin offre également des circuits moins dénivelés.
Pour les vététistes, il existe des sentiers de différents niveaux de difficulté, par exemple sur le Rosskopf, du Schauinsland sur le Kybfelsen ou sur le Schönberg.

## Accidents
| Année | Accidents impliquant des cyclistes | Accidents de VAE | cyclistes mortellement blessés | Des conducteurs de Pedelec tués dans des accidents | Nombre total de décès |
| ----- | ---------------------------------- | ---------------- | ------------------------------ | -------------------------------------------------- | --------------------- |
| 2018  | 723                                | 47               | –                              | –                                                  | –                     |
| 2019  | 779                                | 74               | 2                              | –                                                  | 2                     |
| 2020  | 728                                | 91               | 3                              | 1                                                  | 4                     |
| 2021  | 689                                | 107              | –                              | –                                                  | –                     |
| 2022  | 845                                | 173              | 3                              | 1                                                  | 4                     |
| 2023  | 766                                | 206              | 1                              | 1                                                  | 2                     |
| 2024  | 752                                | 187              | 3                              | –                                                  | 3                     |

## Impact et récompenses
Fribourg a obtenu la deuxième place derrière Münster et devant Karlsruhe lors du test national sur le climat cycliste 2024 de l'ADFC dans la catégorie des villes de plus de 200 000 habitants . Ce classement est basé sur des enquêtes et des évaluations auprès des cyclistes des villes respectives. Depuis plus de dix ans, ces trois villes occupent les trois premières places en alternance, avec un écart plus important par rapport aux autres villes, établissant ainsi leur réputation de villes les plus favorables au vélo en Allemagne. Cependant, les notes sont généralement supérieures à 3,00, ce qui ne correspond généralement qu'à une note bonne ou satisfaisante.
En 2023, le SC Fribourg a été élu entreprise la plus favorable aux cyclistes. Ce succès est dû en grande partie à l'infrastructure cyclable du Mooswaldstadion et au choix de l'entreprise fribourgeoise Jobrad comme sponsor principal.
Dans l'ADAC Monitor Mobil in Städte 2021, une enquête menée dans 29 villes sélectionnées comptant environ 170 000 à 366 000 habitants (c'est-à-dire à l'exclusion des plus grandes villes allemandes), Fribourg se classe quatrième en matière de cyclisme après Münster, Karlsruhe et Oldenburg, avec 33 points (indice de satisfaction en points de pourcentage de −100 à +100). Comme la satisfaction à l'égard de la marche (49) et des transports publics (40) est également élevée, mais nettement inférieure pour la circulation automobile (−1), elle atteint la quatrième place au classement général avec 30 points. Münster, grâce également à une satisfaction élevée à l'égard de la marche (51), a pris la première place au classement général avec 35, suivie de Rostock et d'Oldenburg.
En 2011, Fribourg, avec Karlsruhe et Offenburg, ont été les premières villes du Bade-Wurtemberg à être reconnues comme communes favorables au vélo ; le prix a été renouvelé en 2017.

## Galerie photos

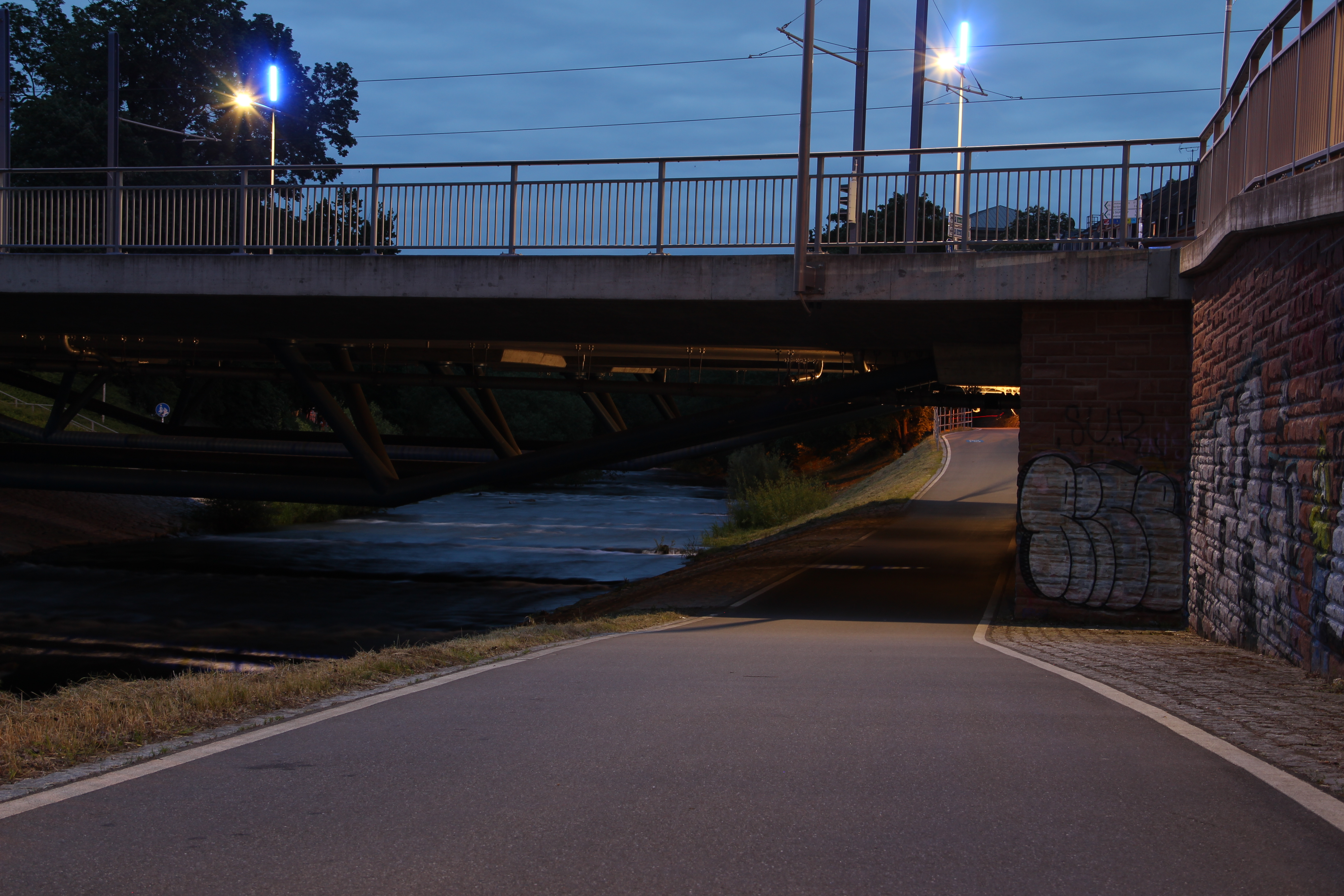
FR 1 : Piste cyclable de Dreisam
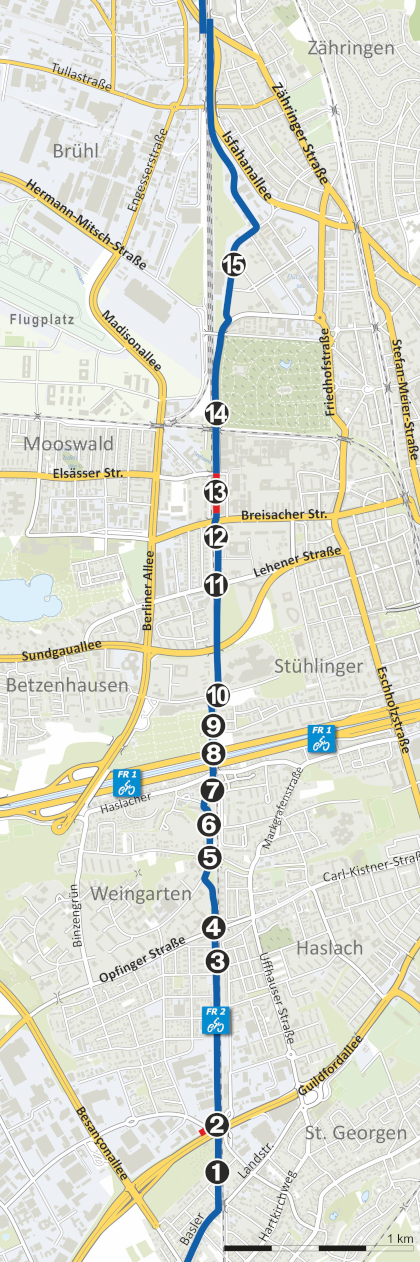
FR 2 : Güterbahnradweg
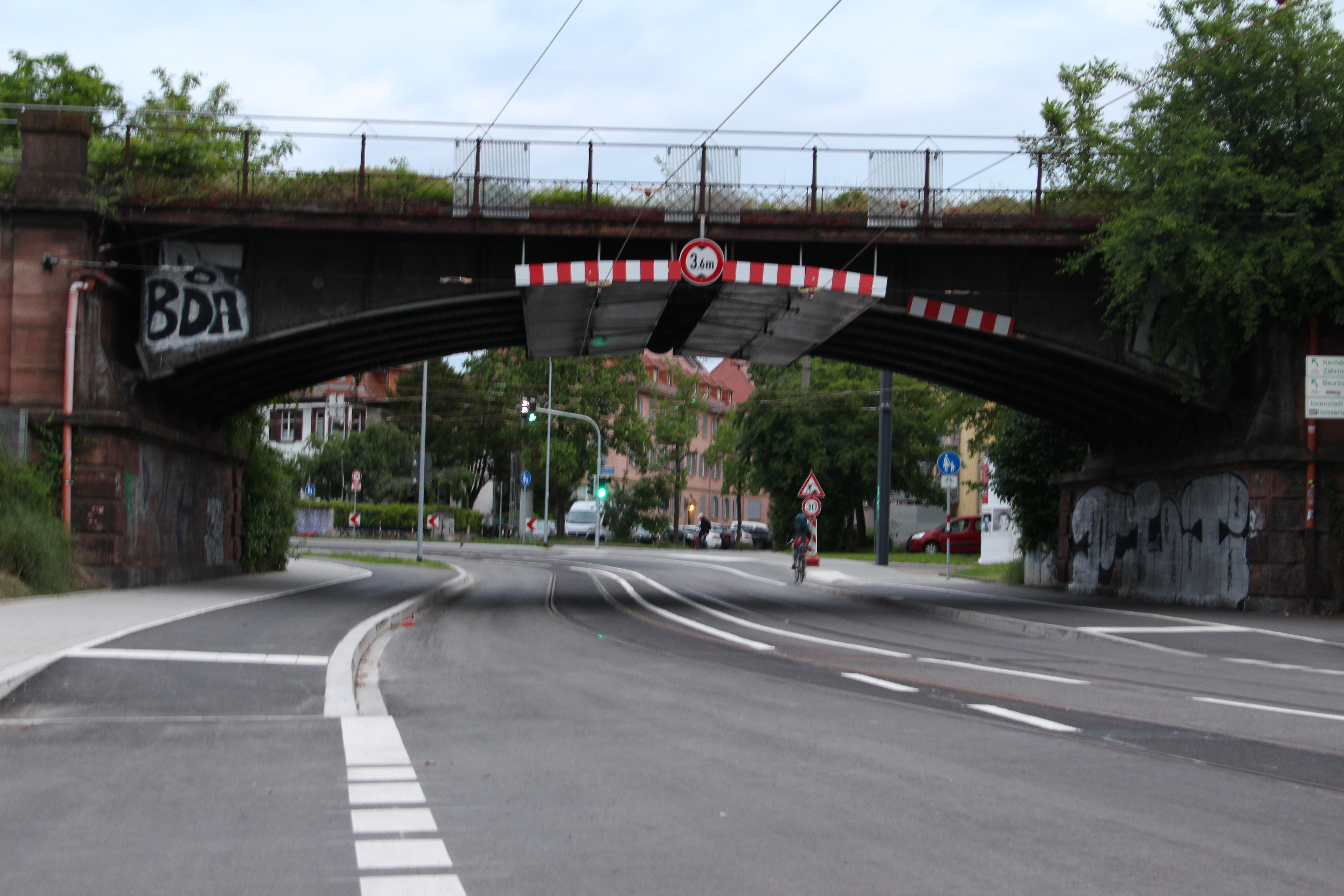
FR 3 : Eschholzstraße
- FR 4 : Sundgauallee
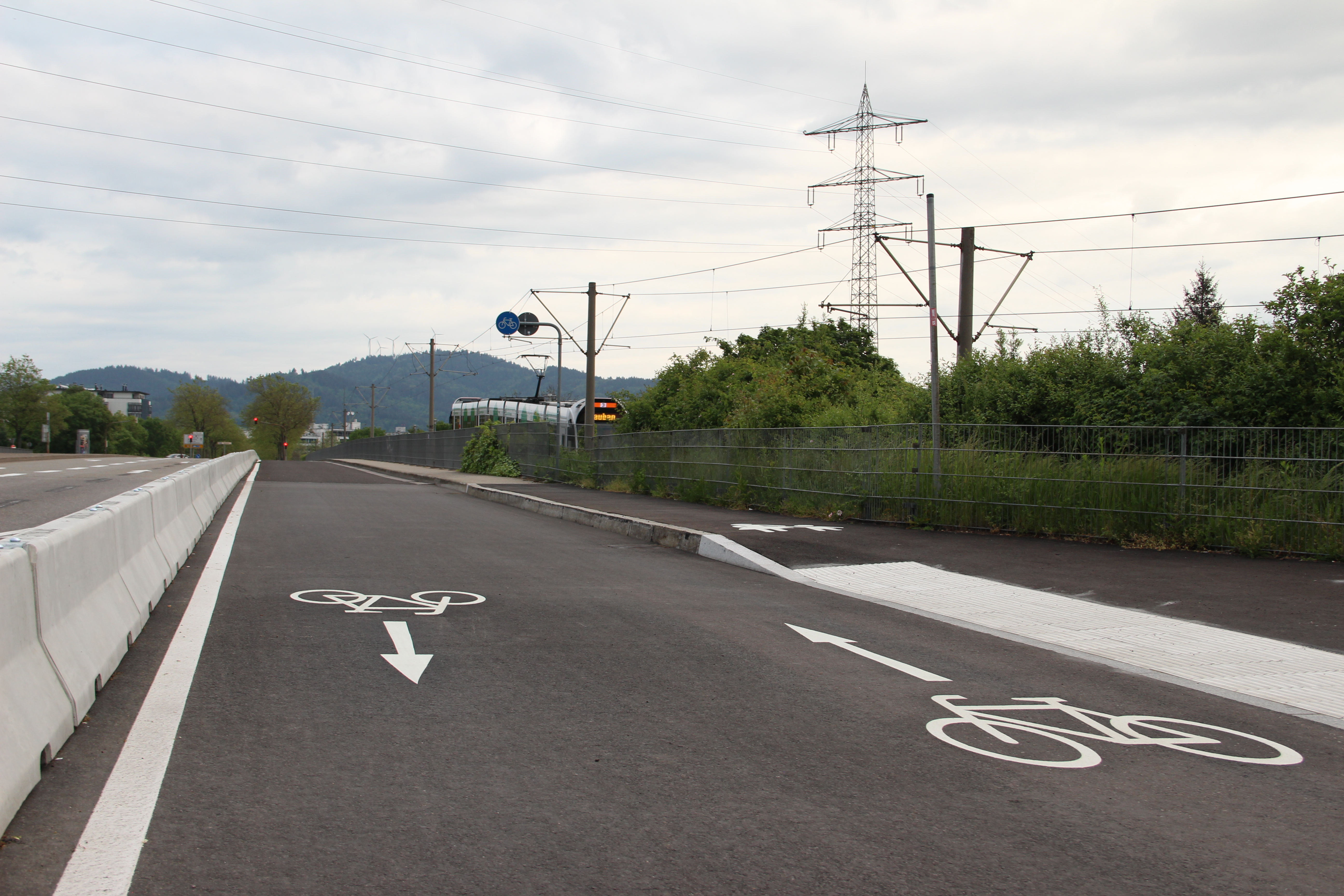
FR 5 : Mundenhof, Dietenbachpark, Engelbergerstraße
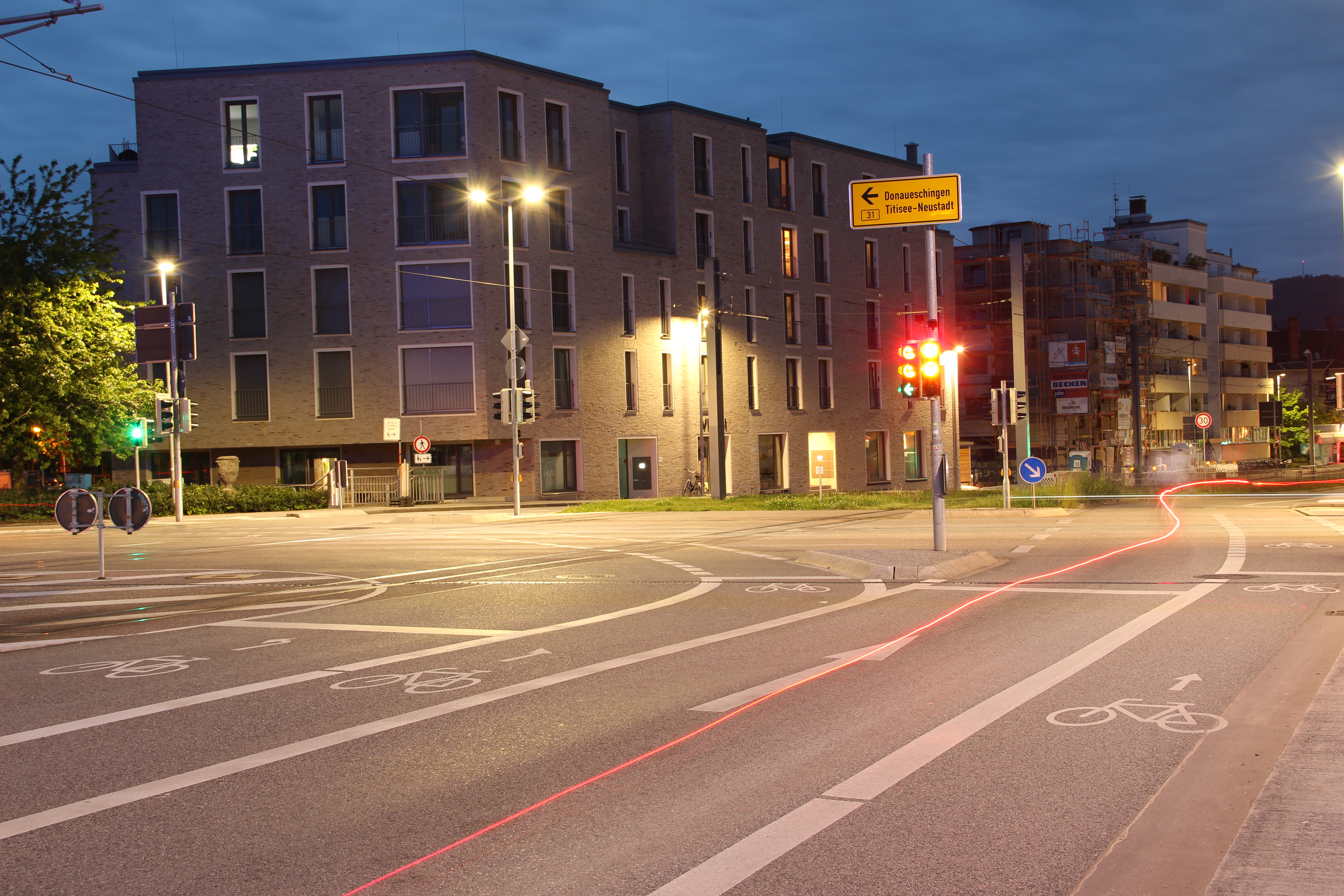
FR 6: Basler Straße, quartier des instituts
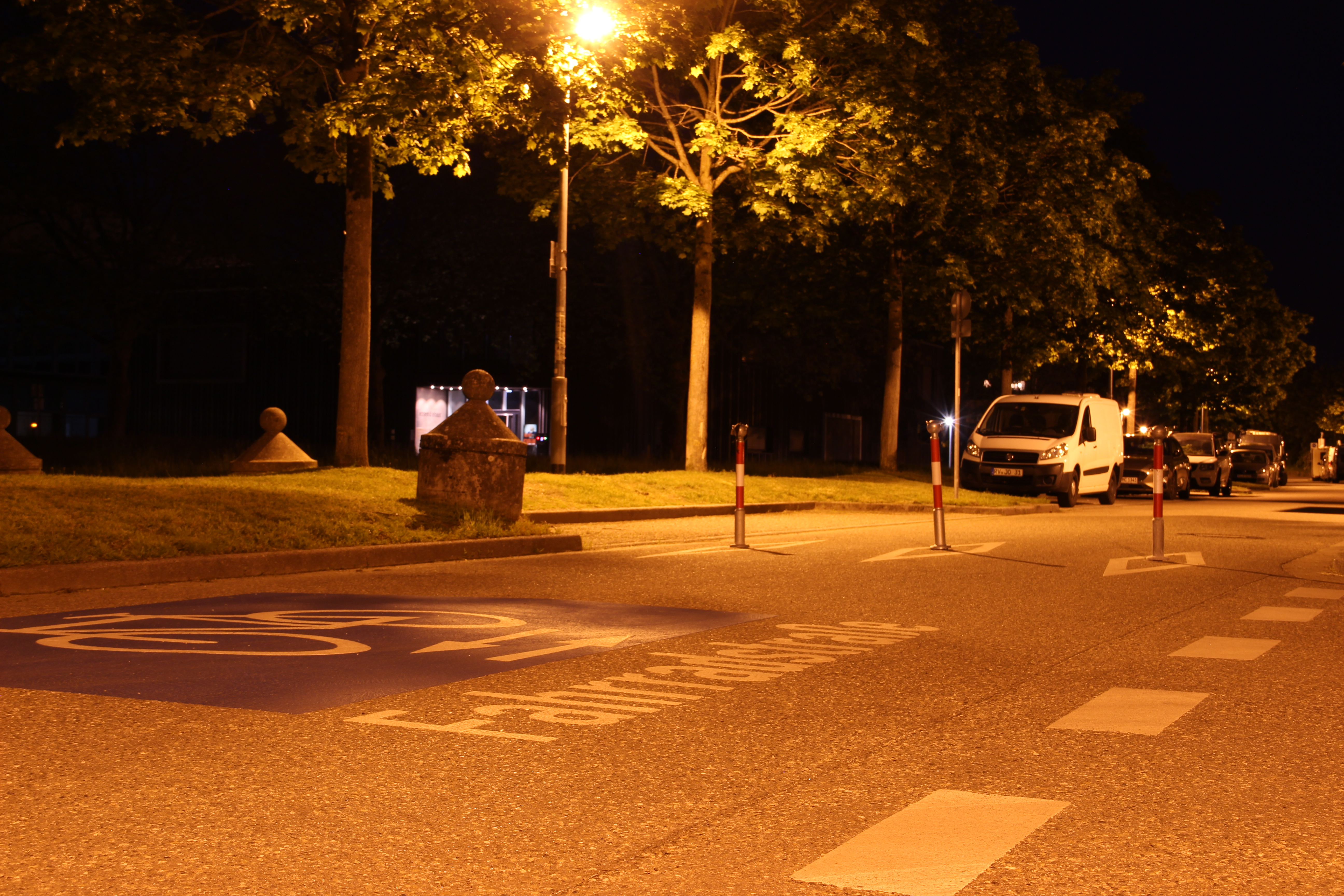
FR 7 : Merzhauser Straße